# Manuel Schmid (Musiker)

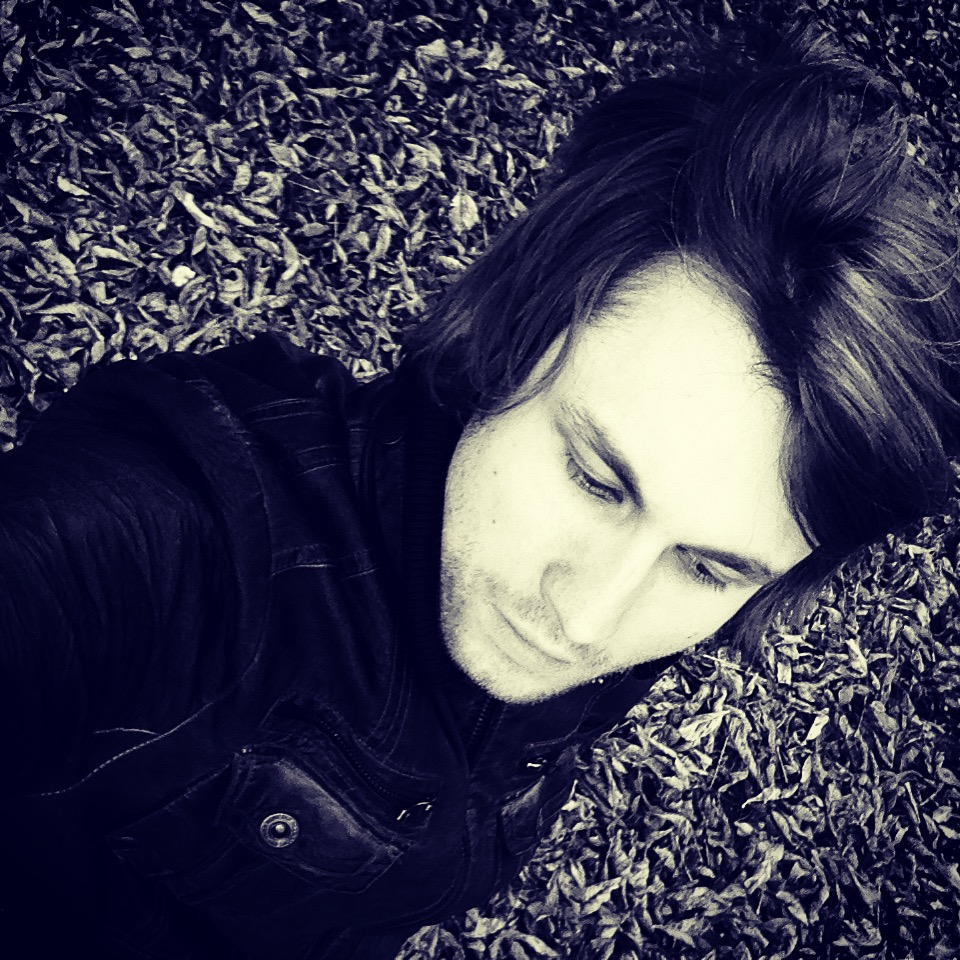
Manuel Schmid

Manuel Schmid (* 5. September 1984 in Altenburg) ist ein deutscher Sänger, Keyboarder, Komponist, Texter und Tontechniker.

## Leben
Im Alter von sieben Jahren erhielt Schmid Keyboardunterricht an der Musikschule Altenburg. Mit 15 Jahren leitete er seine erste eigene Band. Danach war er Keyboarder und Sänger in verschiedenen lokalen Coverbands. Parallel dazu entwickelte er eigene Liederprogramme und nahm Gesangsunterricht an den Musikschulen Borna und Altenburg. 2009 veröffentlichte er im Eigenverlag das Soloalbum „Leben“. Seit 2012 ist er Sänger und Keyboarder der Artrock-Band Stern-Combo Meißen, wo er auf Reinhard Fißler und Ralf Schmidt folgte. Für die Alben „Bilder einer Ausstellung“, „Freiheit ist“, „Es geht die Zeit ...“ und „Die Himmelsscheibe von Nebra“ war er als Komponist, Texter, Arrangeur und Produzent tätig.
Am 1. Juli 2016 erschien Schmids Soloalbum „Seelenparadies“, auf dem Gastmusiker wie Dirk Zöllner, Rainer Oleak, Marek Arnold, Anna-Marlene Bicking, René Niederwieser und Peter Rasym zu hören sind. Diverse Texte stammen von Andreas Hähle.
Im Sommer 2017 erschien das Live-Album „Deine Liebe und mein Lied“, auf dem neben eigenen Stücken Neuinterpretationen von Titeln von 4 PS, Holger Biege, electra, Veronika Fischer, Karat, Karussell, Manfred Krug, Lift und Silly zu hören sind. Der ehemalige Lift-Keyboarder und Komponist Wolfgang Scheffler ist bei seinen eigenen Titeln als Keyboarder zu hören.
2018 erschien das Album „Zeiten“, das Schmid gemeinsam mit seinem langjährigen musikalischen Partner Marek Arnold produzierte. Im Herbst 2022 folgte das gemeinsame Album „Ziele“. Arnold und Schmid sind in der Progressive-Rock-Band CYRIL tätig. 
Schmid studierte am SAE Institute Leipzig Audio Engineering und schloss 2011 erfolgreich ab. Er lebt und arbeitet in Altenburg, Berlin und Leipzig.

## Diskografie
Alben
- 2009 Leben (Karus Media)
- 2012 It's Raining (mit Colours Of Soul, Karus Media)
- 2013 Gone Through Years (mit CYRIL, Progressive Promotion Records)
- 2013 Stern-Combo Meißen im Theater am Potsdamer Platz (mit Stern-Combo Meißen, Pool)
- 2014 Musik unserer Generation – Die größten Hits (mit Stern Meißen, SONY BMG / Amiga)
- 2014 Senftenberg 2013 (mit Stern Meißen, SECHZEHNZEHN Musikproduktion)
- 2015 Bock-Späße – Das Hörbuch (Karus Media)
- 2015 Bilder einer Ausstellung (mit Stern-Combo Meißen, Leipziger Symphonieorchester & Landesjugendchor Sachsen, BuschFunk)
- 2016 Paralyzed (mit CYRIL, Progressive Promotion Records)
- 2016 Seelenparadies (A&O RECORDS / Edel:Kultur)
- 2016 Leben – 2016 Remix / Remaster E.P. (A&O RECORDS)
- 2016 Flieg mit (mit Hans die Geige & Kristin Lenk, WINT Musikstudio)
- 2016 Sing mit (mit Hans die Geige & Kristin Lenk, WINT Musikstudio)
- 2017 Deine Liebe und mein Lied (A&O RECORDS / Edel:Distribution)
- 2017 eccolo (mit eccolo, Karus Media)
- 2018 45 Jahre Rockgeiger – Viersaitig unterwegs (mit Hans die Geige & Gästen, BuschFunk)
- 2018 Weißes Gold – Jubiläumsedition (mit Stern-Combo Meißen, Sony BMG / Amiga)
- 2018 Zeiten (mit Marek Arnold, A&O RECORDS / Nova MD GmbH)
- 2019 The Way Through (mit CYRIL, Progressive Promotion Records)
- 2020 Freiheit ist (mit Stern Meißen, A&O RECORDS / BuschFunk)
- 2021 Es ist dieselbe Sonne (mit Gabi & Amadeus Eidner, AMADEUS MUSIC, Karus Media)
- 2021 Seht, die gute Zeit ist da (mit Gabi & Amadeus Eidner, ABAKUS MUSIK)
- 2022 Amenti's Coin (mit CYRIL, Progressive Promotion Records)
- 2022 55 Jahre Stern-Combo Meißen (mit Stern-Combo Meißen, Veronika Fischer, Werther Lohse, Andreas Bicking, Michael Lehrmann, Michael Behm, Lothar Kramer, Bernd Fiedler & André Jolig, Pool)
- 2022 Finlandia (mit Stern-Combo Meißen, SECHZEHNZEHN Musikproduktion)
- 2022 Holger Biege - 70 (mit Holger Biege, Veronika Fischer, Uschi Brüning, Gerd Christian, Wolfgang Lippert, Klaus Lenz Modern Soul Big Band, Sieghart-Schubert-Formation, Ai Van, Dirk Zöllner & André Gensicke, Marek Arnold, Yvonne Catterfeld, Stoppok, Burkhard Neumann & DJ Cooper, SECHZEHNZEHN Musikproduktion)
- 2022 Ziele (mit Marek Arnold, A&O RECORDS / Nova MD GmbH)
- 2023 Die Original-Studio-Alben (mit Stern-Combo Meißen, SECHZEHNZEHN Musikproduktion)
- 2023 Marek Arnold's Artrock Project (mit Marek Arnold's Artrock Project, Tempus Fugit)
- 2023 Colours Of Soul (mit Colours Of Soul, Karus Media)
- 2023 G.B.A. (mit Digital Factor, Alfa Matrix)
- 2024 Get back to … Beatlemania Vol. 2 (u. a. mit Puhdys, Tamara Danz, Die Vision, Halina Frackowiak, Herzbuben, electra, Manuel Schmid und Tobias Unterberg, Uschi Brüning, Karat, Stern-Combo Meißen, Kerschowski und Blankenfelder Boogie Band, SECHZEHNZEHN Musikproduktion)
- 2024 The Triple E.P. Collection (mit Marek Arnold's Artrock Project, Tempus Fugit)
- 2025 Die schönsten Balladen aus dem Land vor unserer Zeit (mit Dirk Zöllner, SPV)

Singles
- 2015 Also was soll aus mir werden (mit Anna-Marlene, A&O RECORDS)
- 2018 Nimm die Welt in die Hand (mit Stern Meißen, A&O RECORDS)
- 2021 Come Away With Me (mit Zeynah, A&O RECORDS)

E.P.
- 2024 Die Himmelsscheibe von Nebra (mit Stern-Combo Meißen, A&O RECORDS)
- 2025 Himmelslieder (mit Maike Virk, Jäcki Reznicek, Basti Reznicek, Timezone)

Sampler
- 2011 Deutsche Musik Begeistert Vol. I (Promo-Sampler mit diversen deutschen Acts)
- 2013 Empire Art Rock 102 (Promo-Sampler mit CYRIL, Empire Music Rock Magazin)
- 2013 Music From Time And Space Vol. 47 (Promo-Sampler mit CYRIL, eclipsed Rock Magazin)
- 2013 New Species Vol. IX (Promo-Sampler mit CYRIL, Classic Rock Society Magazin)
- 2016 Empire Art Rock 119 (Promo-Sampler mit CYRIL, Empire Music Rock Magazin)
- 2016 Wieder ist Weihnacht – Stars singen ihre liebsten Weihnachtslieder (mit Wolfgang Ziegler, Angelika Mann, Dieter „Quaster“ Hertrampf & Kimberly Hertrampf, Dagmar Frederic, Andreas Holm & Thomas Lück, Petra Zieger, Dirk Michaelis, Anna-Marlene Bicking & Manuel Schmid, Dominique Lacasa & Frank Schöbel, SECHZEHNZEHN Musikproduktion)
- 2017 Die Legenden des Ostrock Vol. 2 (mit Renft, Stern-Combo Meißen, Pankow & Rockhaus, SONY BMG / Amiga)
- 2019 Empire Art Rock 129 (Promo-Sampler mit Marek Arnold, Empire Music Rock Magazin)
- 2019 Empire Art Rock 130 (Promo-Sampler mit CYRIL, Empire Music Rock Magazin)
- 2019 The Art Of Sysyphus 103 (Promo-Sampler mit CYRIL, eclipsed Rock Magazin)
- 2020 A&O Records #5jahremusik (mit Manuel Schmid und Stern Meißen, A&O RECORDS)
- 2022 Empire Art Rock 144 (Promo-Sampler mit CYRIL, Empire Music Rock Magazin)
- 2023 Empire Art Rock 151 (Promo-Sampler mit CYRIL, Empire Music Rock Magazin)